# Rakewet Jisra’el
Rakewet Jisra’el (רכבת ישראל) – izraelskie przedsiębiorstwo państwowe transportu publicznego. Obsługuje pociągi InterCity, podmiejską kolej pasażerską oraz transport towarowy na terenie całego państwa Izrael. W tym celu wykorzystuje tory o normalnej, standardowej szerokości 1435 mm.
Sieć kolejowa skupiona jest w gęsto zaludnionym obszarze nadmorskim Gusz Dan wokół miasta Tel Awiw, skąd linie kolejowe rozchodzą się promieniście w kilku kierunkach. W odróżnieniu od ruchu drogowego, izraelskie pociągi poruszają się lewym torowiskiem.

## Historia
Pomysł zbudowania kolei w Palestynie podał w 1839 sir Moses Montefiore. Jednak pomysł musiał czekać 51 lat na realizację. W 1890 rozpoczęto budowę pierwszej linii kolejowej z Jafy do Jerozolimy.

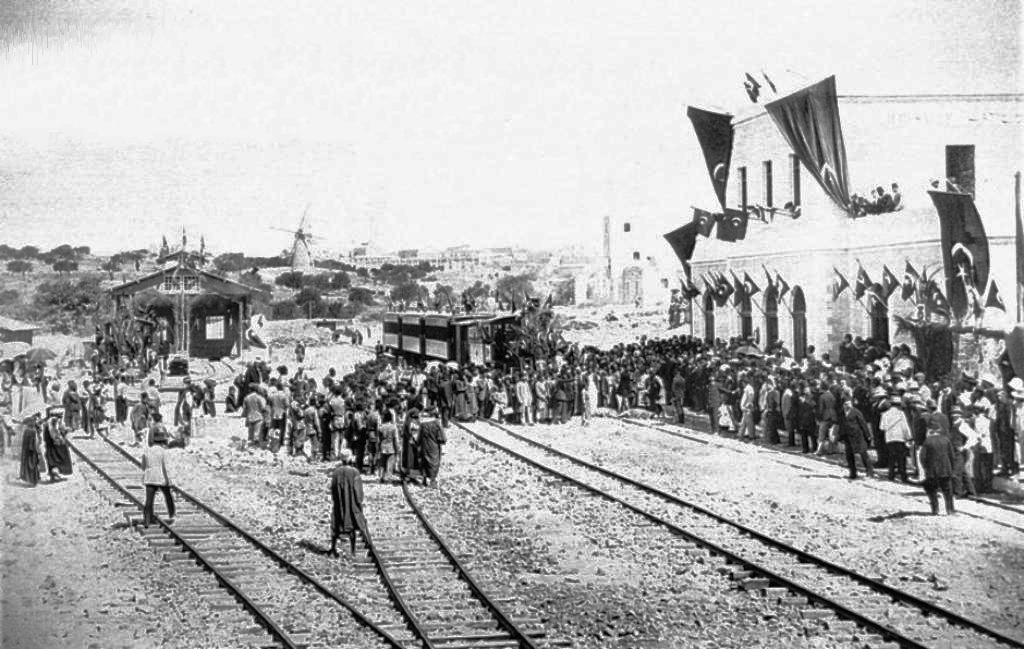
Wjazd pierwszego pociągu do Jerozolimy – 1892 r.

Pierwszy pociąg dotarł do Jerozolimy w 1892 (odległość 87 km pociąg pokonywał w czasie 3 godz. i 50 min.).
W 1904 nastąpiła inauguracja połączenia kolejowego z Hajfy do Bet Sze’an, gdzie przebiegała słynna Kolej Hidżaska, łącząca Damaszek z Medyną. W 1915 roku Turcy wybudowali wojskową linię kolejową z Afuli do Beer Szewy na pustyni Negew.
Dalszy rozwój kolejnictwa nastąpił pod brytyjskim panowaniem nad Mandatem Palestyny. W 1919 uruchomiono połączenia z Petach Tikwa, wzrósł także ruch kolejowy w Dolinie Jezreel (pomiędzy Hajfą a Bet Sze’an, i dalej do Damaszku i Ammanu). Usługi kolejowe obejmowały wówczas także codzienny pociąg osobowy, który kursował pomiędzy Hajfą a Kairem.
Po utworzeniu w 1948 niepodległego państwa Izrael, izraelski rząd przejął zarządzanie kolejami w Palestynie. Rozbudową i zarządzaniem koleją zajęło się państwowe przedsiębiorstwo Rakewet Jisra’el, które w 1950 uruchomiło pierwsze regularne połączenie osobowe pomiędzy Hajfą, Tel Awiwem i Jerozolimą (podróż trwała 4 godz.), a w 1965 uruchomiono linię Beer Szewa-Dimona dla pociągów towarowych.
Po wojnie sześciodniowej 1967 izraelskie linie kolejowe utrzymywały połączenia z miastami Al-Kantara i Port Fuad przy Kanale Sueskim. Sytuacja ta trwała aż do wojny Jom Kipur w 1973.
W 1988 podjęto decyzję rozbudowy sieci kolejowej w Izraelu. Równocześnie połączono Rakewet Jisra’el z Ports Authority (zarząd portów morskich), doprowadzając do powstania The Ports and Railways Authority. W konsekwencji podjęcia nowych prac budowlanych, w 1991 otworzono połączenie z Rechowot, a w 1993 z Netanja. W 1997 przybyło z Hiszpanii 37 nowoczesnych wagonów pasażerskich, a w 1998 21 lokomotyw spalinowych.

## Linie

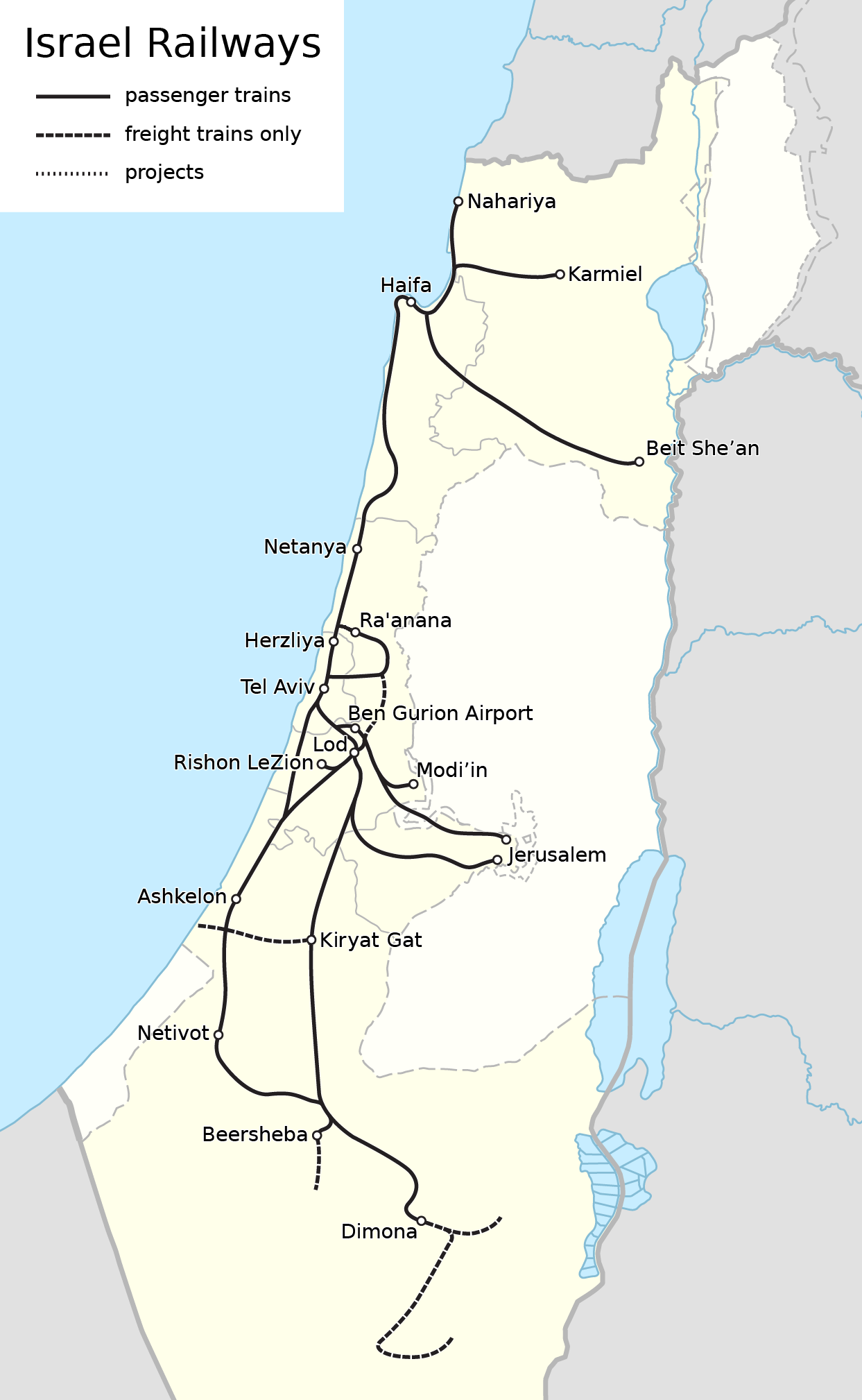
Rakewet Jisra’el

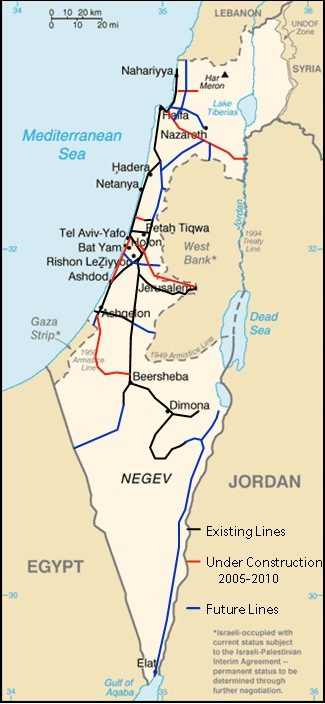
Mapa obecnych i planowanych połączeń kolejowych Rakewet Jisra’el

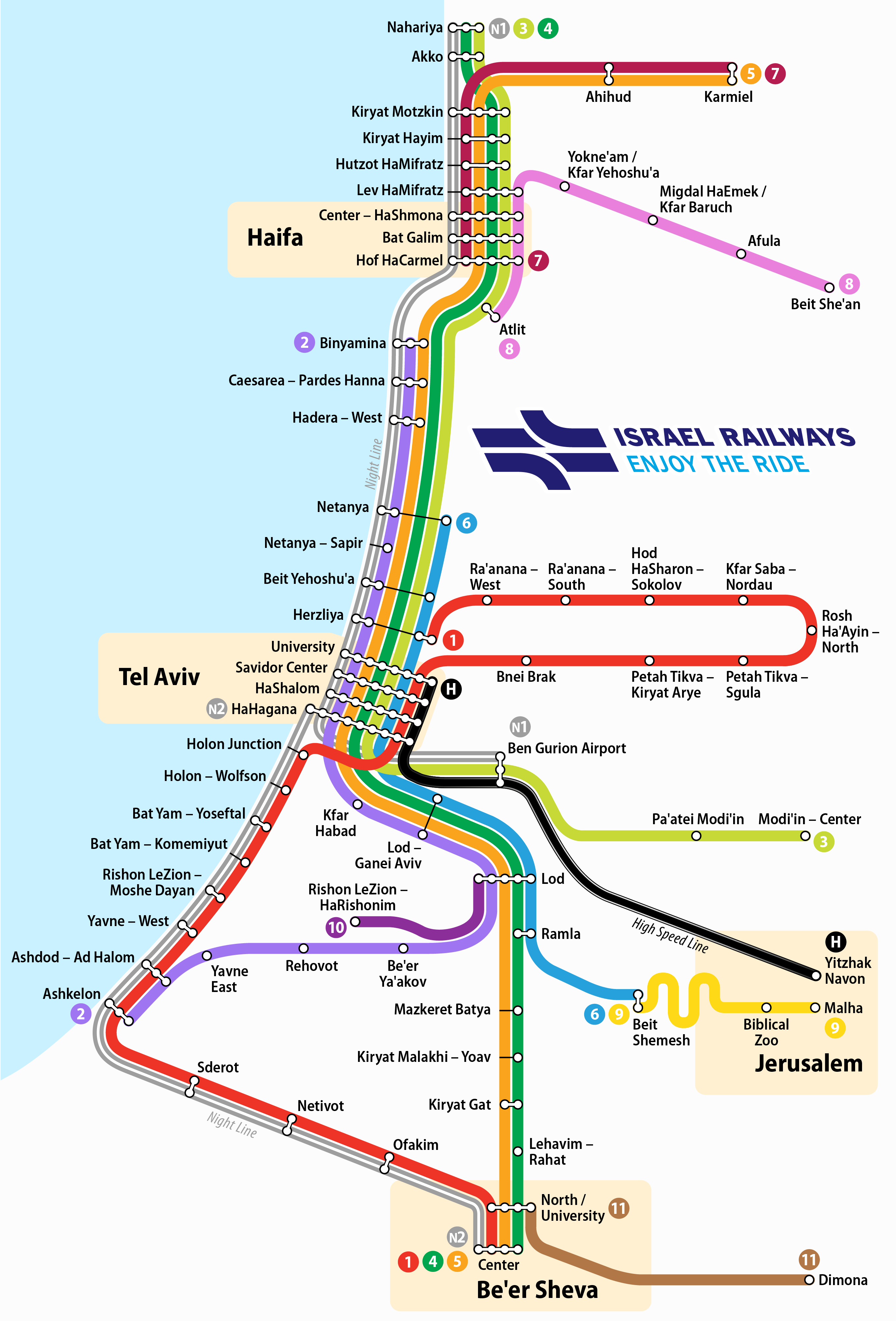
Sieć linii kolejowych Rakewet Jisra’el ze stacjami

Główną linią kolejową Izraela jest nadmorska linia biegnąca od Tel Awiwu na północ wzdłuż wybrzeża Morza Śródziemnego do Hajfy i Naharijji. Druga pod względem ważności linia kolejowa biegnie od Tel Awiwu na południe do Beer Szewy, z odgałęzieniem do Dimony. Są plany rozbudowy kolei do portu Ejlat nad Morzem Czerwonym. Inna linia odchodzi od Tel Awiwu na południe do Aszkelonu i Aszdod, z odgałęzieniem do Riszon le-Cijjon. W kierunku wschodnim od Tel Awiwu odchodzą dwie linie: do Kfar Saby i Jerozolimy.
| Stacja (północ)             | Stacje pośrednie | Stacja (południe)            | Główne miasta |
| --------------------------- | --- | ---------------------------- | --- |
| Naharijja                   | Akka – Kirjat Mockin – Kirjat Chajjim – Chucot ha-Mifrac – Lew ha-Mifrac – Hajfa Merkaz-ha-Szemona – Hajfa Bat Gallim – Hajfa Chof ha-Karmel – Atlit – Binjamina – Tel Awiw Uniwersytet – Tel Awiw Merkaz – Tel Awiw ha-Szalom – Tel Awiw ha-Hagana – Lod – Kirjat Gat – Lehawim – Beer Szewa North University | Beer Szewa                   | Naharijja – Akka – Kirjat Mockin – Hajfa – Atlit – Binjamina-Giwat Ada – Tel Awiw / Ramat Gan – Lod – Kirjat Gat – Lehawim / Rahat – Beer Szewa |
| Naharijja                   | Akka – Kirjat Mockin – Kirjat Chajjim – Chucot ha-Mifrac – Lew ha-Mifrac – Hajfa Merkaz-ha-Szemona – Hajfa Bat Gallim – Hajfa Chof ha-Karmel – Atlit – Binjamina – Tel Awiw Uniwersytet – Tel Awiw Merkaz – Tel Awiw ha-Szalom – Tel Awiw ha-Hagana – Ben-Gurion Airport – Paatei Modi’in                      | Modi’in Merkaz               | Naharijja – Akka – Kirjat Mockin – Hajfa – Atlit – Binjamina-Giwat Ada – Tel Awiw / Ramat Gan – Modi’in-Makkabbim-Re’ut                         |
| Kirjat Mockin               | Kirjat Chajjim – Chucot ha-Mifrac – Lew ha-Mifrac – Hajfa Merkaz-ha-Szemona – Hajfa Bat Gallim | Hajfa Chof ha-Karmel         | Kirjat Mockin – Hajfa |
| Binjamina-Giwat Ada         | Kesarja-Pardes Channa – Hadera Ma’araw – Netanja – Bet Jehoszua – Herclijja – Tel Awiw Uniwersytet – Tel Awiw Merkaz – Tel Awiw ha-Szalom – Tel Awiw ha-Hagana – Kefar Chabad – Lod – Be’er Ja’akow – Rechowot – Jawne – Aszdod                                                                                | Aszkelon                     | Binjamina-Giwat Ada – Hadera – Netanja – Herclijja – Tel Awiw / Ramat Gan – Lod – Be’er Ja’akow – Rechowot – Jawne – Aszdod – Aszkelon          |
| Kfar Saba                   | Hod ha-Szaron – Rosz ha-Ajin – Petach Tikwa Segula – Petach Tikwa Kirjat Arje – Bene Berak – Tel Awiw Uniwersytet – Tel Awiw Merkaz – Tel Awiw ha-Szalom – Tel Awiw ha-Hagana – Lod | Riszon le-Cijjon ha-Riszonim | Kfar Saba – Hod ha-Szaron – Rosz ha-Ajin – Petach Tikwa – Bene Berak – Tel Awiw / Ramat Gan – Lod – Riszon le-Cijjon ha-Riszonim                |
| Tel Awiw Sawidor Merkaz     | Tel Awiw ha-Szalom – Tel Awiw ha-Hagana – Lod – Kirjat Gat – Lehawim – Beer Szewa North University | Beer Szewa                   | Tel Awiw – Lod – Kirjat Gat – Lehawim / Rahat – Beer Szewa                                                                                      |
| Tel Awiw Sawidor Merkaz     | Tel Awiw ha-Szalom – Tel Awiw ha-Hagana – Lod – Ramla – Beit Szemesz – Jerozolima Biblijne Zoo | Jerozolima Malha             | Tel Awiw – Lod – Ramla – Beit Szemesz – Jerozolima                                                                                              |
| Beer Szewa North University | | Dimona                       | Beer Szewa – Dimona |

## Ruch pasażerski
| Rok  | Liczba pasażerów (w milionach) | Najważniejsze wydarzenia |
| ---- | ------------------------------ | --- |
| 1996 | 5,5                            | - Otwarcie stacji Tel Awiw ha-Szalom |
| 1997 | 5,6                            | |
| 1998 | 6,4                            | - Otwarcie stacji Kefar Chabad - Zamknięcie linii z Tel Awiwu do Jerozolimy |
| 1999 | 8,8                            | - Otwarcie stacji Hajfa Chof ha-Karmel - Otwarcie centrum handlowego Azrieli Center przy Tel Awiw ha-Szalom |
| 2000 | 12,7                           | - Otwarcie stacji Beer Szewa - Otwarcie stacji Tel Awiw Uniwersytet, Bene Berak, Petach Tikwa Segula i Rosz ha-Ajin |
| 2001 | 15,1                           | - Otwarcie stacji Kesarja-Pardes Channa - Otwarcie stacji Lew ha-Mifrac i Chucot ha-Mifrac |
| 2002 | 17,5                           | - Ponowne otwarcie stacji Akka - Otwarcie stacji Tel Awiw ha-Hagana |
| 2003 | 19,8                           | - Ponowne otwarcie stacji Beit Szemesz - Otwarcie stacji Ramla - Otwarcie stacji Riszon le-Cijjon ha-Riszonim - Otwarcie linii do Kfar Saby ze stacjami Kfar Saba, Hod ha-Szaron, Rosz ha-Ajin - Otwarcie stacji Aszdod |
| 2004 | 22,9                           | - Otwarcie stacji Ben-Gurion Airport - Otwarcie stacji Herclijja |
| 2005 | 26,8                           | - Otwarcie stacji Aszkelon - Ponowne otwarcie linii do Jerozolimy ze stacjami Jerozolima Biblijne Zoo i Jerozolima Malha                                                                                                |
| 2006 | 28,4                           | |
| 2007 | 31,8                           | - Otwarcie stacji Paatei Modi’in |
| 2008 |                                | - Otwarcie stacji Modi’in Merkaz |

## Plany rozwoju
Izraelskie Linie Kolejowe przez wiele lat wykorzystywały linie kolejowe pochodzące jeszcze z czasów panowania tureckiego i brytyjskiego. Były one słabo rozbudowane i w opłakanym stanie technicznym. Jednakże w ostatnich latach rozpoczęto ambitny plan rozwoju kolei. W latach 2003–2011 na rozbudowę infrastruktury zostanie wydanych 6,5 mld USD. Zostaną one wydane na budowę nowych i modernizację starych torowisk, elektryfikację sieci, stworzenie zintegrowanego systemu komputerowego sterowania ruchem kolejowym oraz wymianę taboru kolejowego.
Do najważniejszych inwestycji należy budowa szybkiej kolei z Tel Awiwu do Jerozolimy (czas przejazdu będzie wynosił 28 min.), której otwarcie jest planowane na 2016 rok. Z innych inwestycji jest planowane odbudowanie linii kolejowej w Dolinie Jezreel, z jej przedłużeniem do Jordanii. W rejonie aglomeracji miejskiej Gusz Dan kolejka podmiejska obejmie kolejne dzielnice podmiejskie Tel Awiwu: Holon, Bat Jam i inne. Duże inwestycje są także realizowane na pustyni Negew. Przede wszystkim trwa rozbudowa zatłoczonej linii do Beer Szewy, natomiast w zachodniej części Negewu trwa budowa połączeń kolejowych z miastami Netiwot, Ofakim i Sederot. W latach 2008–2011 nastąpi również wymiana taboru kolejowego.

### Plany na przyszłość
Następne plany rozwoju Rakewet Jisra’el (po 2012 roku) obejmują:
- budowa linii kolejowej z Akki przez Karmiel do Kirjat Szemona;
- budowa linii kolejowej z Beer Szewy przez Newatim i Chura do Arad. Linia ta ma być następnie przedłużona do Morza Martwego i Ejlatu.

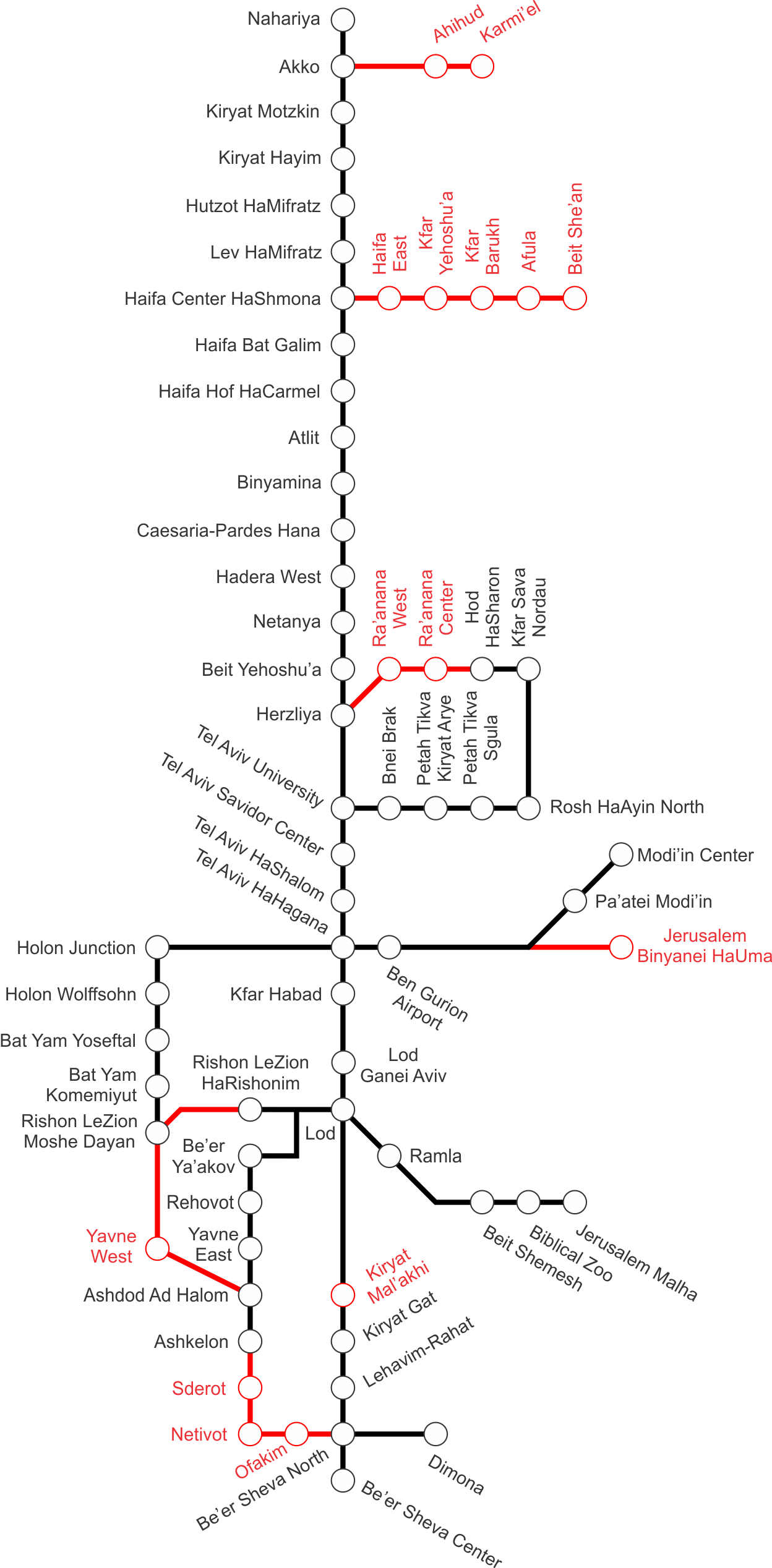
Plan rozbudowy izraelskich kolei w latach 2003–2011
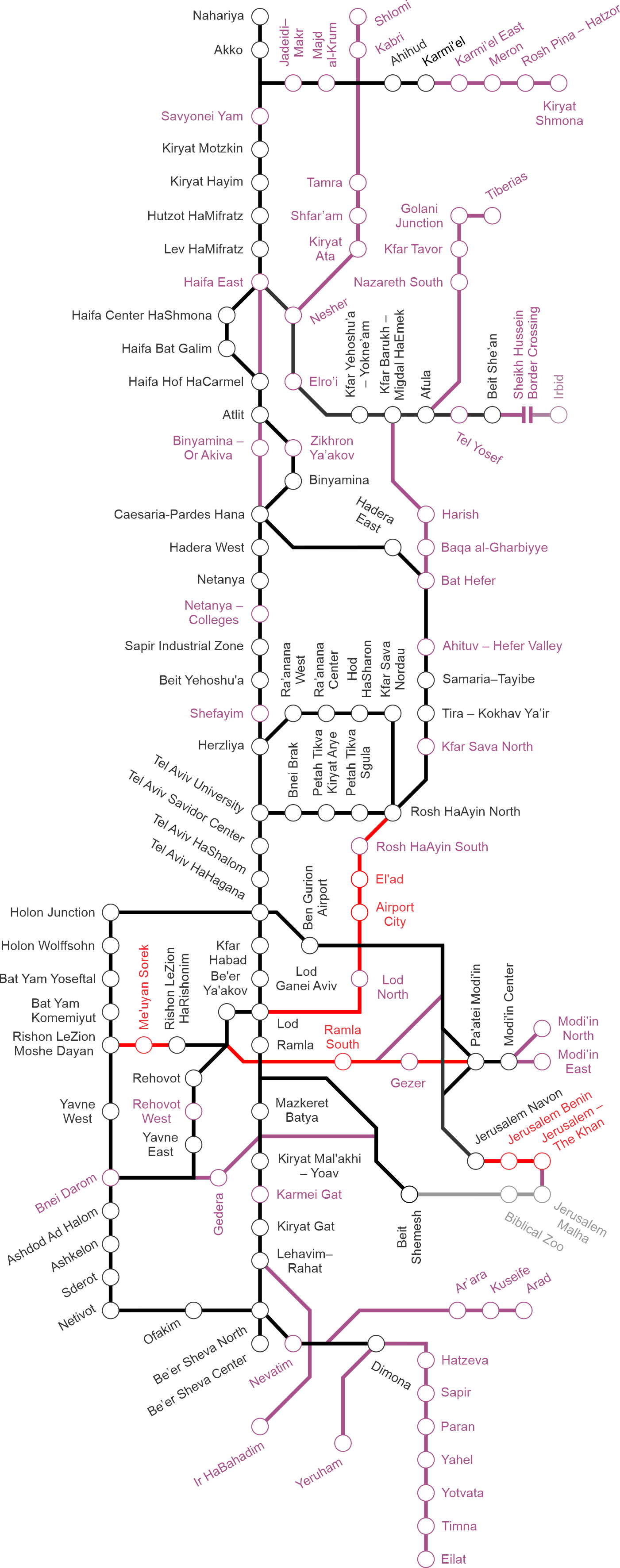
Plan rozbudowy izraelskich kolei po 2012

## Galeria

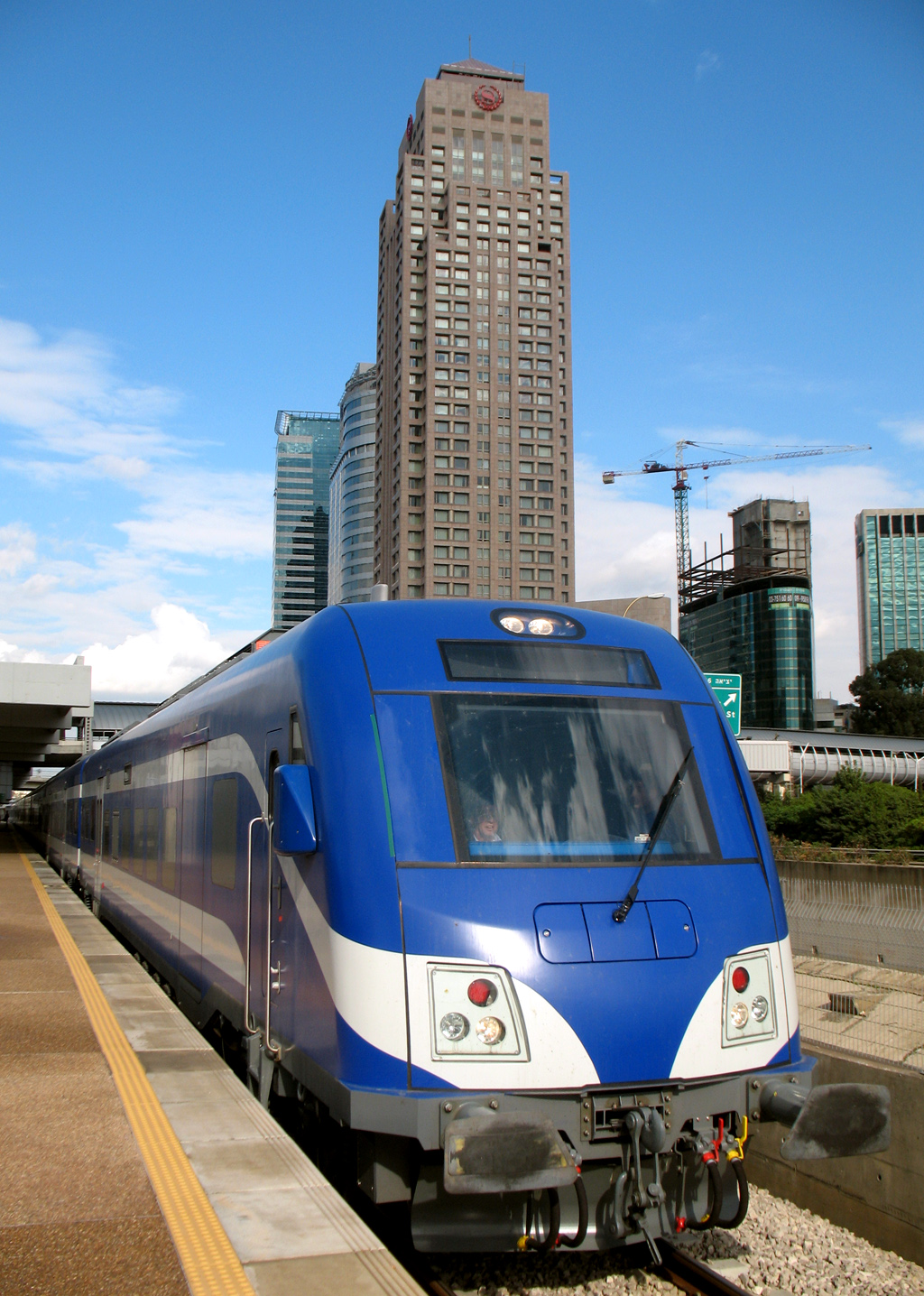
Siemens Viaggio Light
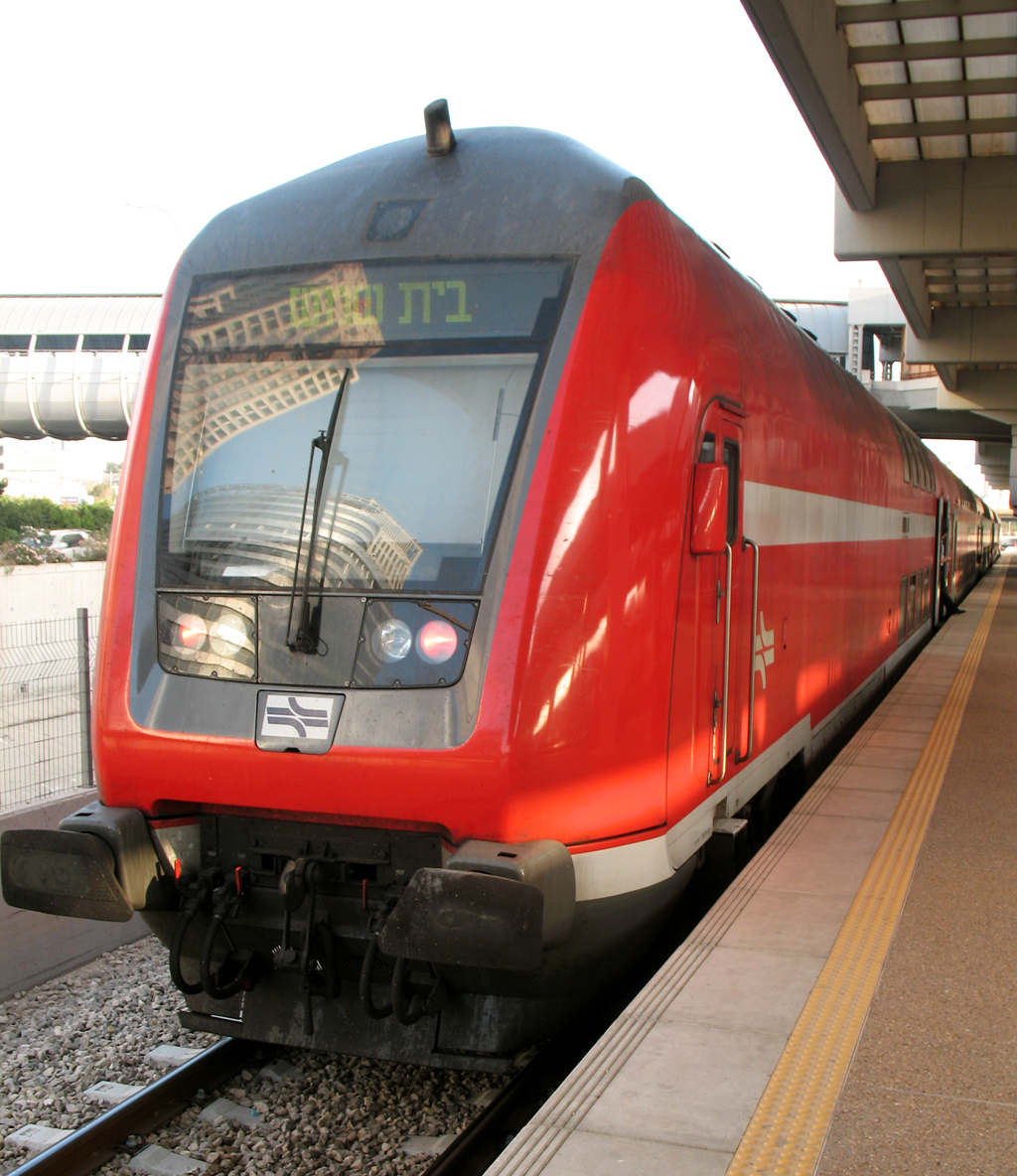
Bombardier DD
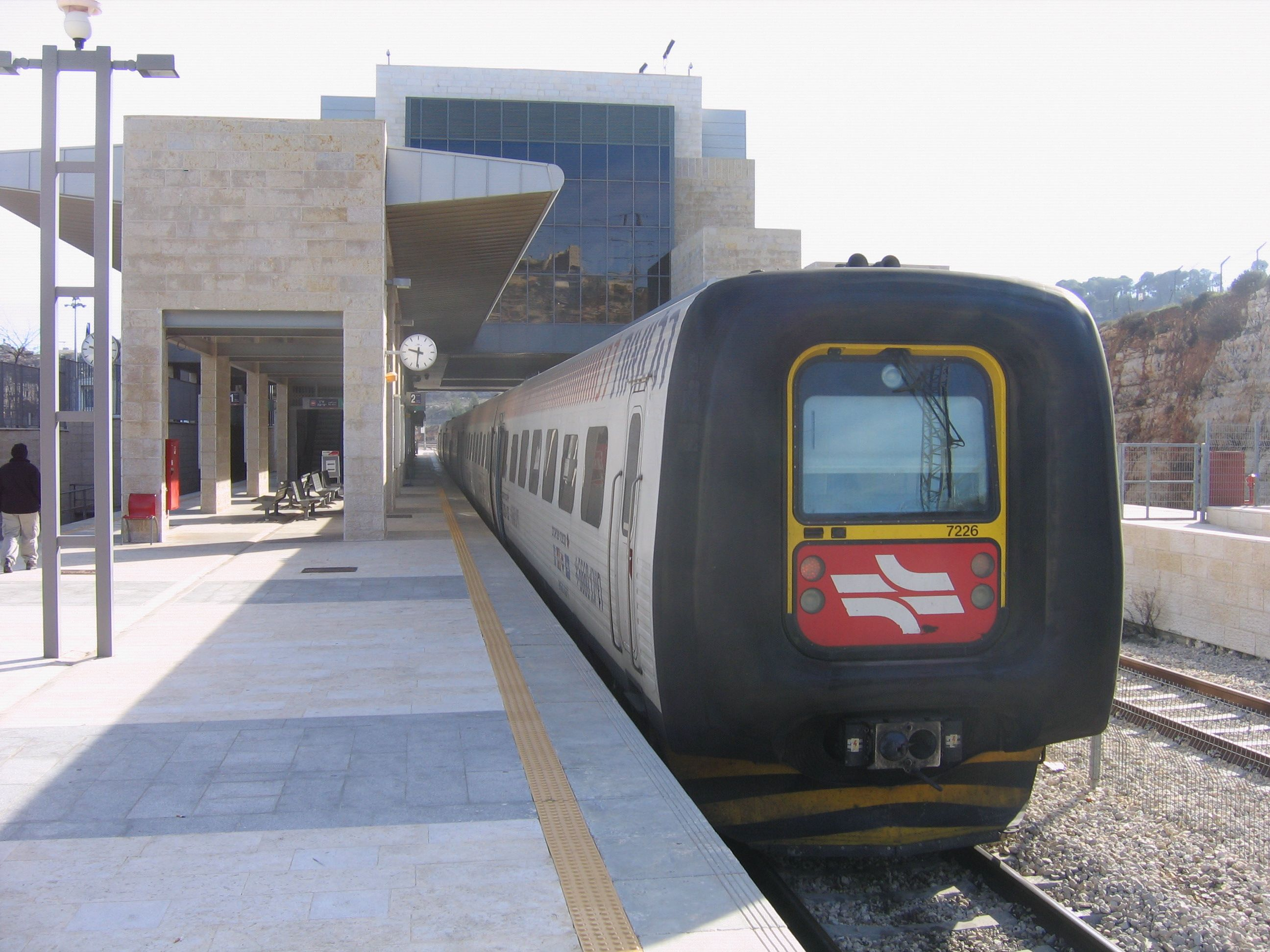
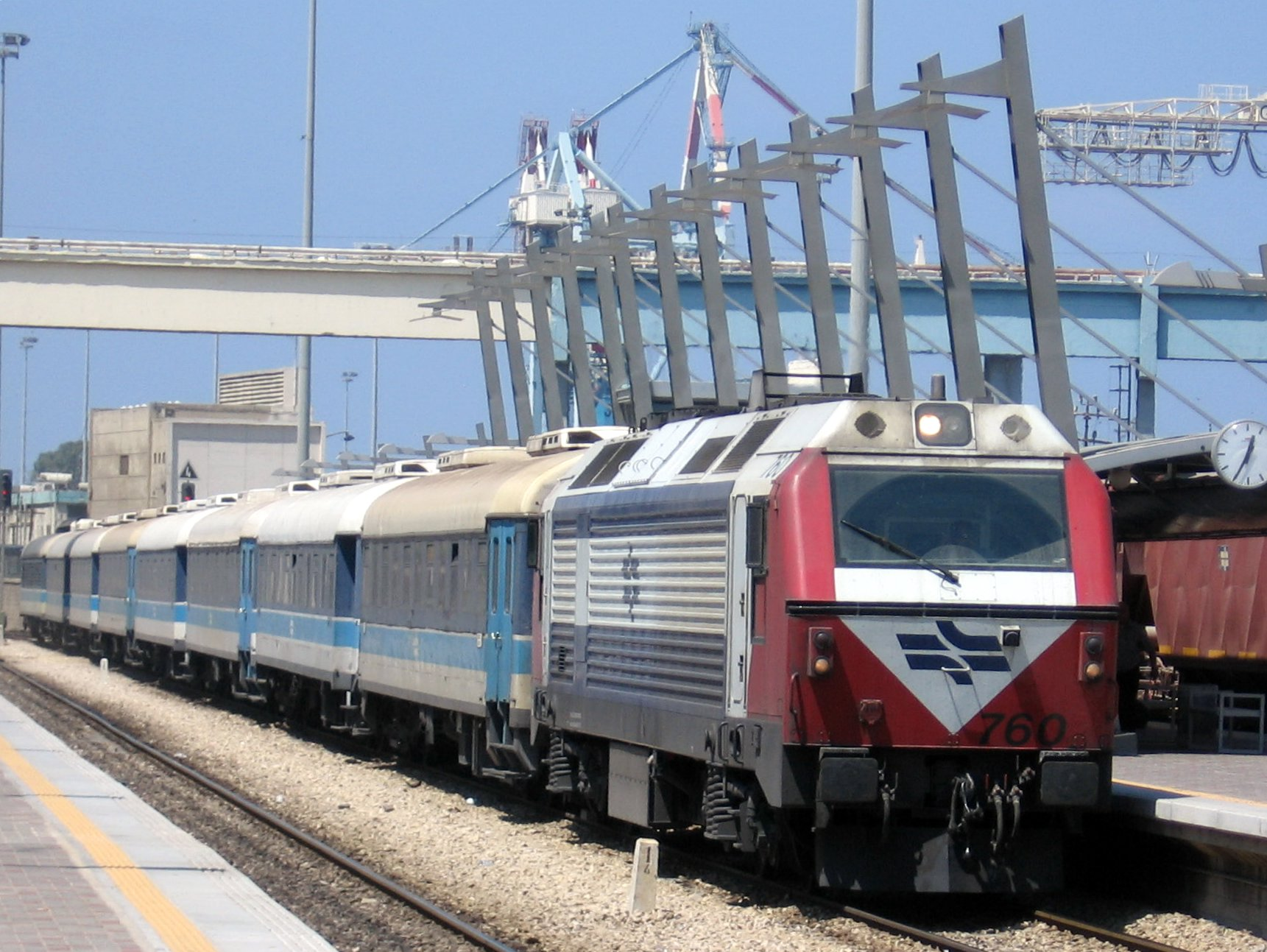
JT42BW
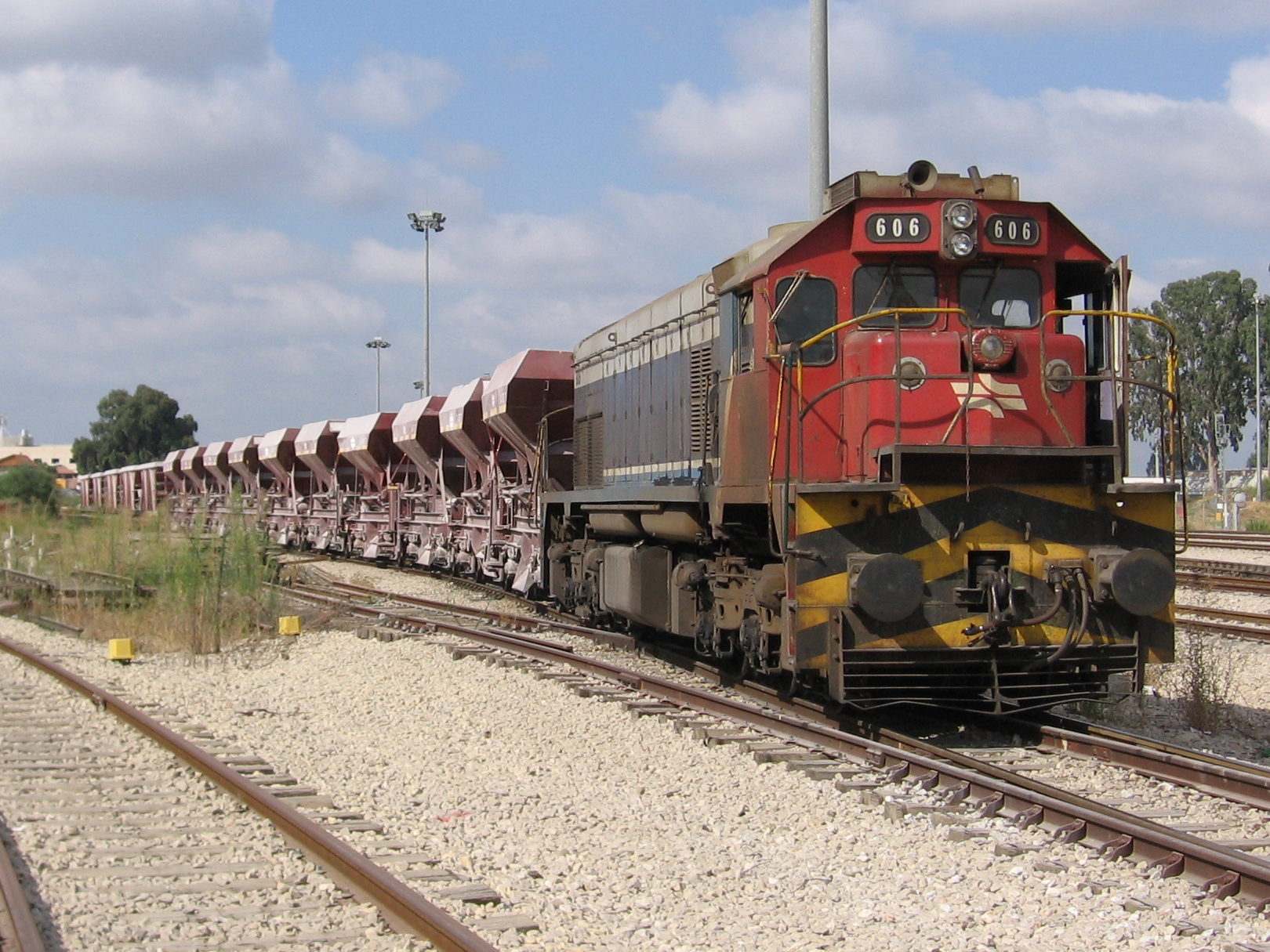
EMD-G26
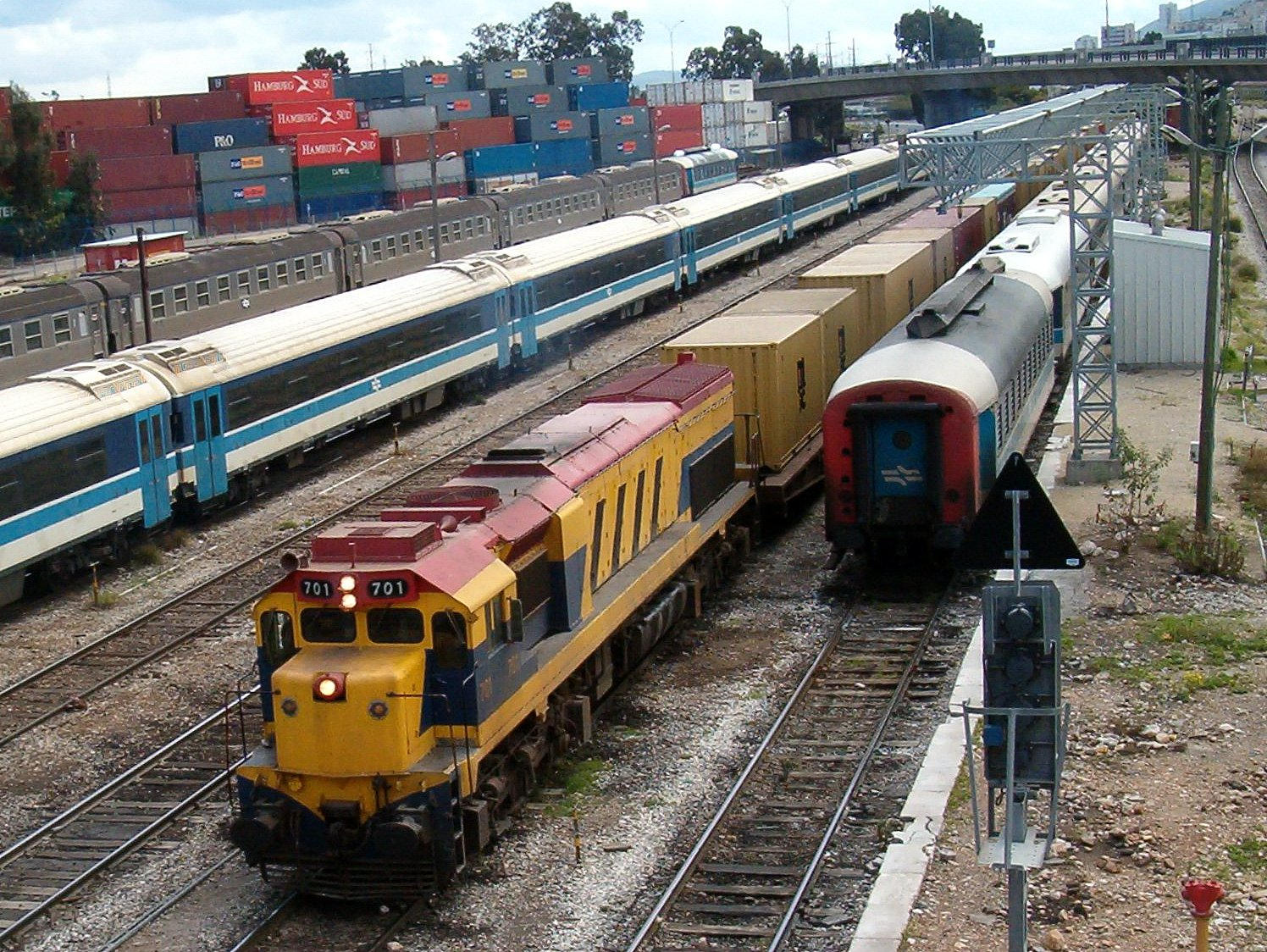
EMD-GT26CW-2
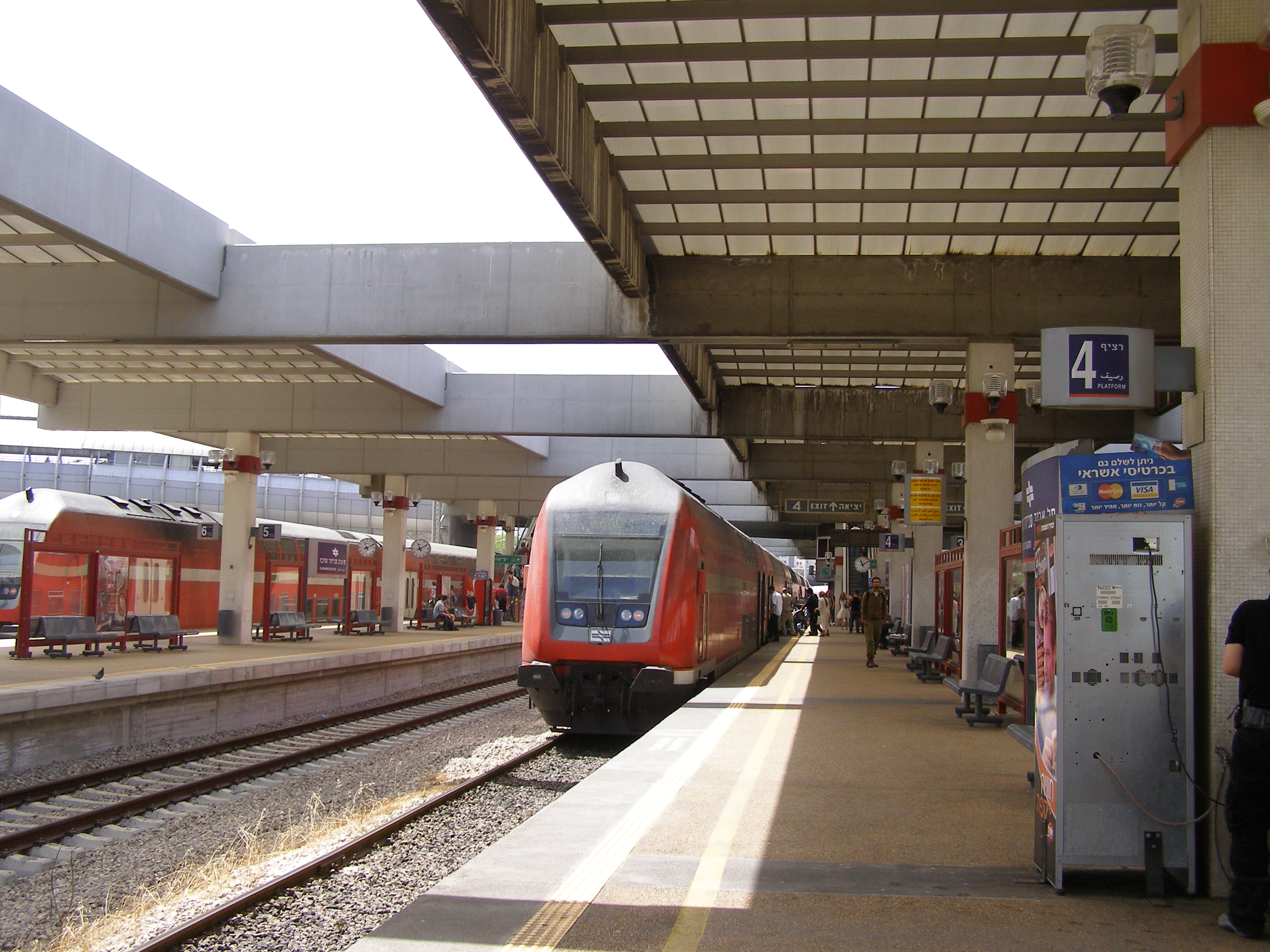
Tel Awiw Sawidor Merkaz